# Civitacampomarano
Civitacampomarano ist eine Gemeinde (comune) in der italienischen Region Molise und der Provinz Campobasso. Die Gemeinde liegt in den Apenninen etwa 24,5 Kilometer nördlich von Campobasso und hat 308 Einwohner (Stand 31. Dezember 2023).

## Verkehr
Durch die Gemeinde führt die frühere Strada Statale 157 della Valle del Biferno (heute: Provinzstraße 163) von Lucito nach  Montenero di Bisaccia.